# 살라망카
살라만카(스페인어: Salamanca)는 스페인 북서부에 위치한 도시이다. 카스티야이레온 지방에 속하는 주인 살라만카 주의 주도이다.

## 지형
살라만카 시는 토르메스 강 옆 산에 위치한다. 이 강엔 길이 150 m의 교각이 존재하고, 총 26개의 아치 중 15개는 고대 로마 시대에 세워졌다. 나머지는 16세기에 완성된 것들이다.

## 역사
이 도시는 도루강의 주변 영토를 지키기 위한 켈틱 부족(바떼오스)의 요새들 중 하나로, 고대 로마 시대 이전에 설립되었다. 기원전 3세기, 카르타고가 로마공화국에 의해 멸망하고, 상업적 허브로 발전하게 된다. 그때 당시, 엘만티카(Helmantica), 살만티카(Salmantica)라고 불렸다.
712년, 살라망카는 무어인에 의해 포위된다. 방어적인 도시 성벽은 한 층 강화되고, 모사라베(무슬림 지배하의 기독교인들)들은 성벽 밖으로 쫓겨난다. 이 시기엔, 어쨌든, 아스트르-레오네세왕국들(the Astur-Leonese kingdoms) 간 끊임없는 싸움이 이어졌고, 이 도시는 아무도 살지 않는 도시로, 북쪽의 기독교와 남쪽의 무슬림에의 사이에 놓이게 된다. 11세기 후반, 기독교세력의 라몬 데 보르고아(알폰소 6세-카스티야왕의 사위)에 의해 재정복된다.
살라만카의 역사에서 가장 중요한 순간 중 하나는, 1218년 알폰소 9세가 살라만카 대학을 설립한 것이다. 곧, 이 대학은 유럽에서 가장 중요하고 명문의 대학이 되었다. 
나폴레옹군대의 반도 전쟁의 1812년 7월 22일의 살라만카 전투는, 프랑스군에겐 치명적인 상처를 입히고, 서쪽 1/4이 파괴된 살라만카군에게는 힘이 쇠약해진 전투였다. 이 전투는 수천만의 사람이 한 장소에서 대포에 의해 짧은시간동안 대학살된 군대 역사상의 유명한 순간이다.

## 관광
.

까떼드랄과 살라망카의 도시풍경

살라만카는 마드리드에서 기차로 2시간반의 거리에 있다.
- 마요르 광장（es:Plaza Mayor）

펠리페 5세(스페인 국왕)이 건설한 광장.
- 까떼드랄（es:Catedral Vieja、es:Catedral Nueva）

12세기의 로마네스크 건축 양식의 구까떼드랄과 16세기부터 18세기에 추가 설립된 고딕 건축 양식의 신까떼드랄이 있다.
- 살라만카 대학

대학정문의 양각(릴리프)가 볼만 하다.
- 조개의 집（es:Casa de las Conchas）

15세기에 세워진 기사의 집이다. 지금은 도서관과 식당으로 이용된다.
- 산 에스테반 수도원（es:Convento de San Esteban）

17세기에 세워진 도미니크회의 수도원

## 문화와 스포츠
2002년 벨기에 브뤼허와 함께 유럽 문화 수도로 지정되었다. 살라만카는 관광객들에게 특히 여름에 인기가 많다. 관광은 이 도시의 주요 수입원이다.
살라만카는 작은 도시 분위기에 대도시의 편리함을 제공한다. 1923년에 생긴, UD 살라만카 팀이 있다.
살라만카는 2008년 정치 스릴러 벤티지 포인트의 배경장소이다. 하지만 대부분은 멕시코에서 촬영되었다.
살라만카의 전통 음식 챠레리아(Charreria)는 카세롤에 조리된 콩 요리다.
살라만카의 전통 축제는 루네스 데 아구아스(Lunes de Aguas)이다. 부활절 후의 일요일 다음 월요일이다. 원래 이 축제는 사순절과 부활절 후에 도시로 창녀들을 법적으로 돌아올 수 있도록 허락한 것을 기념하기 위해 생겨났다. 모든 상점들이 문을 닫고, 살라망카 사람들은 시골에서 오르나또라는 파이의 일종을 먹기 위해 소풍을 간다.

## 기후
| 살라망카 (살라망카 공항)의 기후                                 | 살라망카 (살라망카 공항)의 기후 | 살라망카 (살라망카 공항)의 기후 | 살라망카 (살라망카 공항)의 기후 | 살라망카 (살라망카 공항)의 기후 | 살라망카 (살라망카 공항)의 기후 | 살라망카 (살라망카 공항)의 기후 | 살라망카 (살라망카 공항)의 기후 | 살라망카 (살라망카 공항)의 기후 | 살라망카 (살라망카 공항)의 기후 | 살라망카 (살라망카 공항)의 기후 | 살라망카 (살라망카 공항)의 기후 | 살라망카 (살라망카 공항)의 기후 | 살라망카 (살라망카 공항)의 기후 |
| 월                                                              | 1월                             | 2월                             | 3월                             | 4월                             | 5월                             | 6월                             | 7월                             | 8월                             | 9월                             | 10월                            | 11월                            | 12월                            | 연간                            |
| --------------------------------------------------------------- | ------------------------------- | ------------------------------- | ------------------------------- | ------------------------------- | ------------------------------- | ------------------------------- | ------------------------------- | ------------------------------- | ------------------------------- | ------------------------------- | ------------------------------- | ------------------------------- | ------------------------------- |
| 역대 최고 기온 °C (°F)                                          | 21.7 (71.1)                     | 25.0 (77.0)                     | 26.1 (79.0)                     | 31.0 (87.8)                     | 34.5 (94.1)                     | 39.4 (102.9)                    | 40.9 (105.6)                    | 41.1 (106.0)                    | 39.0 (102.2)                    | 34.8 (94.6)                     | 24.8 (76.6)                     | 20.2 (68.4)                     | 41.0 (105.8)                    |
| 일평균 최고 기온 °C (°F)                                        | 9.1 (48.4)                      | 11.6 (52.9)                     | 15.2 (59.4)                     | 17.3 (63.1)                     | 21.8 (71.2)                     | 27.3 (81.1)                     | 30.6 (87.1)                     | 30.2 (86.4)                     | 25.5 (77.9)                     | 19.6 (67.3)                     | 13.0 (55.4)                     | 9.9 (49.8)                      | 19.3 (66.7)                     |
| 일일 평균 기온 °C (°F)                                          | 4.3 (39.7)                      | 5.5 (41.9)                      | 8.4 (47.1)                      | 10.7 (51.3)                     | 14.7 (58.5)                     | 19.1 (66.4)                     | 21.6 (70.9)                     | 21.3 (70.3)                     | 17.5 (63.5)                     | 12.9 (55.2)                     | 7.7 (45.9)                      | 5.0 (41.0)                      | 12.4 (54.3)                     |
| 일평균 최저 기온 °C (°F)                                        | −0.6 (30.9)                     | −0.6 (30.9)                     | 1.6 (34.9)                      | 4.0 (39.2)                      | 7.6 (45.7)                      | 10.9 (51.6)                     | 12.5 (54.5)                     | 12.3 (54.1)                     | 9.4 (48.9)                      | 6.2 (43.2)                      | 2.4 (36.3)                      | 0.1 (32.2)                      | 5.5 (41.9)                      |
| 역대 최저 기온 °C (°F)                                          | −15.6 (3.9)                     | −20.0 (−4.0)                    | −9.0 (15.8)                     | −5.5 (22.1)                     | −2.3 (27.9)                     | 2.0 (35.6)                      | 5.0 (41.0)                      | 4.5 (40.1)                      | 0.3 (32.5)                      | −4.7 (23.5)                     | −10.6 (12.9)                    | −12.0 (10.4)                    | −20.0 (−4.0)                    |
| 평균 강수량 mm (인치)                                           | 31.7 (1.25)                     | 25.6 (1.01)                     | 27.7 (1.09)                     | 38.7 (1.52)                     | 39.0 (1.54)                     | 21.8 (0.86)                     | 8.1 (0.32)                      | 11.9 (0.47)                     | 29.3 (1.15)                     | 51.3 (2.02)                     | 39.4 (1.55)                     | 36.7 (1.44)                     | 361.2 (14.22)                   |
| 평균 강수일수 (≥ 1 mm)                                          | 6.0                             | 5.3                             | 5.6                             | 8.0                             | 6.8                             | 3.5                             | 1.6                             | 1.7                             | 4.1                             | 7.6                             | 7.6                             | 6.1                             | 63.9                            |
| 평균 월간 일조시간                                              | 122                             | 168                             | 215                             | 238                             | 286                             | 329                             | 371                             | 344                             | 268                             | 198                             | 133                             | 116                             | 2,788                           |
| 출처 1: Météo Climat (평년값: 1991년~2020년, 극값: 1945년~현재) |                                 |                                 |                                 |                                 |                                 |                                 |                                 |                                 |                                 |                                 |                                 |                                 |                                 |
| 출처 2: Infoclimat                                              |                                 |                                 |                                 |                                 |                                 |                                 |                                 |                                 |                                 |                                 |                                 |                                 |                                 |

## 자매결연 도시
- 코임브라, 포르투갈
- 님, 프랑스
- 뷔르츠부르크, 독일
- 브루헤, 벨기에
- 케임브리지, 영국